# 淡眉柳鶯
淡眉柳鶯（Hume's Leaf Warbler，學名：Phylloscopus humei）又名休氏柳鶯或休氏黃眉柳鶯，是屬於柳鶯科的一種雀鳥，是柳鶯屬的一種。分佈於歐亞大陸。體長11厘米。

## 分佈

### 原產留鳥
阿富汗、孟加拉、不丹、中國、印度、伊朗、伊拉克、哈薩克斯坦、老撾、蒙古、緬甸、尼泊爾、巴基斯坦、俄羅斯、塔吉克、泰國、阿拉伯聯合大公國、越南。

### 遷徙迷鳥
巴林、比利時、丹麥、埃及、愛沙尼亞、芬蘭、法國、德國、香港、以色列、意大利、韓國、科威特、荷蘭、挪威、阿曼、波蘭、卡塔爾、瑞典、土耳其、英國。

## 形態
上體灰色或灰綠色，有淡灰色冠紋，淡黃側冠紋不明顯。眼前方的白色長眉紋轉幼，貫眼紋深色。有兩條白色翼帶，前方翼帶不明顯。下體白色﹐嘴和腳黑色。

## 腳註
1. ↑  BirdLife International. 2016. Phylloscopus humei. The IUCN Red List of Threatened Species 2016: e.T22729514A95017938. http://dx.doi.org/10.2305/IUCN.UK.2016-3.RLTS.T22729514A95017938.en （英文）